# Gornja Borta
Oberwart (mađarski: Felsőőr, hrvatski: Gornja Borta, romski: Erba) je grad u kotaru Borta u Gradišću, Austrija. 
U Gornjoj Borti nalazi se bolnica. 2. listopada 2018. bio je nakop za gradnju velike garaže kod bortanske bolnice. Parkirališće gradi KRAGES, Gradišćansko društvo za bolnice. Kanu do srpnja dojdućega ljeta izgraditi 318 pokrtih parkirališć i 144 parkirališća na slobodnom.